# Niccolò Zanellato
Niccolò Zanellato (24. červen 1998, Milán, Itálie) je italský fotbalový záložník hrající od sezony 2023/24 v třetiligové Catanii.

## Kariéra
Od mladý let hral v mládežnických kategorií AC Milán. Svůj debut za klub si odbyl 24. srpna 2017 v předkole EL 2017/18 proti FK Škendija 79 Tetovo. První zápas v nejvyšší lize hrál již v dresu FC Crotone kde byl na hostování s opcí 28. května 2018. Po sezoně klub uplatnil opci a hráče koupil .

## Přestupy
- z AC Milán do FC Crotone za 300 000 Euro

## Statistiky
| Sezóna            | Klub              | Liga              | Liga   | Liga | Domácí poháry | Domácí poháry | Domácí poháry | Kontinentální poháry | Kontinentální poháry | Kontinentální poháry | Celkem | Celkem |
| Sezóna            | Klub              | Soutěž            | Zápasy | Góly | Soutěž        | Zápasy        | Góly          | Soutěž               | Zápasy               | Góly                 | Zápasy | Góly   |
| ----------------- | ----------------- | ----------------- | ------ | ---- | ------------- | ------------- | ------------- | -------------------- | -------------------- | -------------------- | ------ | ------ |
| 2017/18           | Milán             | Serie A           | 0      | 0    | IP            | 0             | 0             | EL                   | 2                    | 0                    | 1      | 0      |
| 2018              | Crotone           | Serie A           | 1      | 0    | -             | 0             | 0             | -                    | 0                    | 0                    | 1      | 0      |
| 2018/19           | Crotone           | Serie B           | 18     | 2    | IP            | 2             | 0             | -                    | 0                    | 0                    | 20     | 2      |
| 2019/20           | Crotone           | Serie B           | 19     | 2    | IP            | 2             | 0             | -                    | 0                    | 0                    | 21     | 2      |
| 2020/21           | Crotone           | Serie A           | 27     | 1    | IP            | 0             | 0             | -                    | 0                    | 0                    | 27     | 1      |
| 2021/22           | Crotone           | Serie B           | 14     | 1    | IP            | 2             | 0             | -                    | 0                    | 0                    | 16     | 1      |
| 2022              | SPAL              | Serie B           | 17     | 0    | IP            | 0             | 0             | -                    | 0                    | 0                    | 17     | 0      |
| 2022/23           | SPAL              | Serie B           | 28     | 0    | IP            | 2             | 0             | -                    | 0                    | 0                    | 30     | 0      |
| Celkem za SPAL    | Celkem za SPAL    | Celkem za SPAL    | 45     | 0    | -             | 2             | 0             | -                    | 0                    | 0                    | 47     | 0      |
| 2023/24           | Catania           | Serie C           | 13     | 0    | -             | 0             | 0             | -                    | 0                    | 0                    | 13     | 0      |
| 2024              | Crotone           | Serie C           | 13+1   | 1+0  | -             | 0             | 0             | -                    | 0                    | 0                    | 14     | 1      |
| Celkem za Crotone | Celkem za Crotone | Celkem za Crotone | 93     | 7    | -             | 6             | 0             | -                    | 0                    | 0                    | 99     | 7      |
| Celkově           | Celkově           | Celkově           | 151    | 7    | -             | 8             | 0             | -                    | 2                    | 0                    | 161    | 7      |